# Няш-мяш

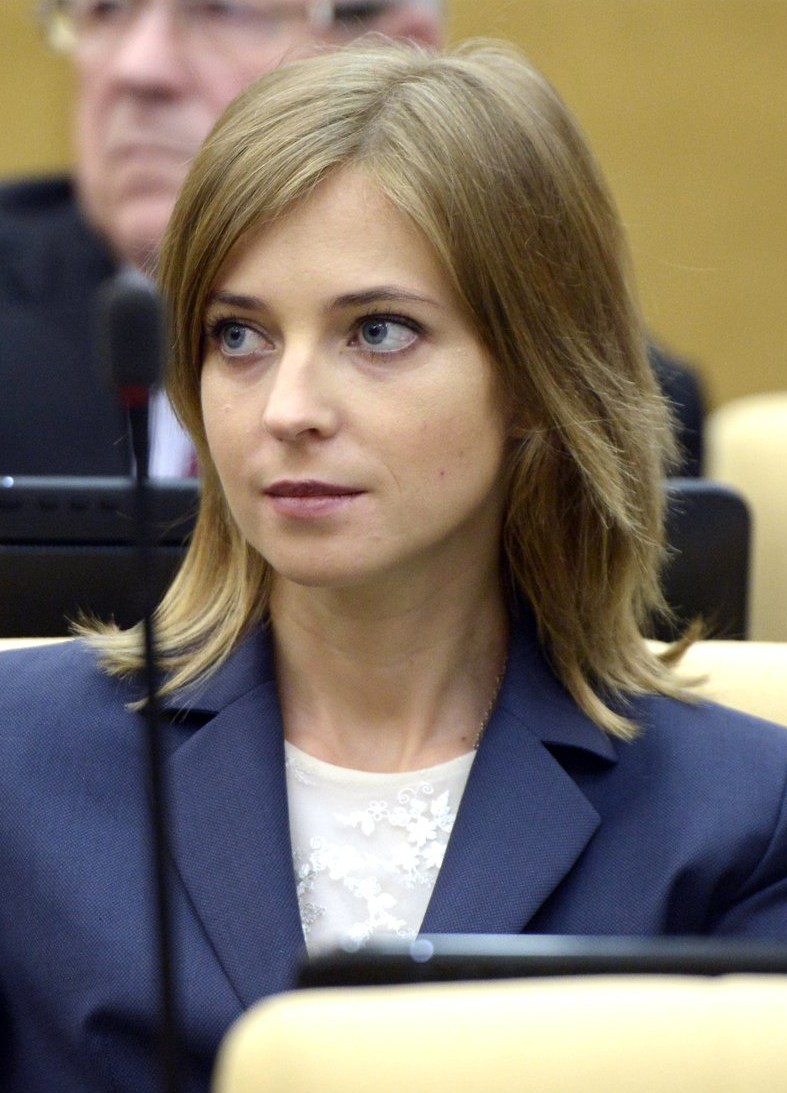
Депутат Наталья Поклонская на первом пленарном заседании Государственной думы Федерального собрания Российской Федерации VII созыва. 5 октября 2016 года

«Няш-мяш» (также «няш-мяш», «Няш-Мяш», «Няш Мяш», Nyash Myash) — мем, прозвище российского политика и государственного деятеля Натальи Поклонской, полученное ею в ранге прокурора Республики Крым в 2014 году в период аннексии полуострова Российской Федерацией. Обладавшая девичьей миловидной внешностью, мало ассоциировавшейся в постсоветском публичном пространстве с должностью прокурора, Поклонская пыталась отреагировать на называние её в социальных сетях няшей и произнесла в интервью набор случайных слов «няш, мяш»: «Здесь я прокурор и поэтому никаких няш, мяш и тому подобное я не допущу!» Выражение няш-мяш, сразу ставшее мемом, тогда же было закреплено в популярном клипе Nyash Myash российского музыканта-ютубера Enjoykin, срифмовавшего два мема «крымской весны» «Няш, мяш. / Крым наш» и использовавшего для передачи образа Поклонской аниме-графику. Своё негативное отношение к мему Наталья Поклонская через несколько лет изменила на противоположное, заявив в 2019 году о желании вместе с тогдашним мужем зарегистрировать бренд «Няш-мяш» для продвижения крымских товаров.

## Контекст

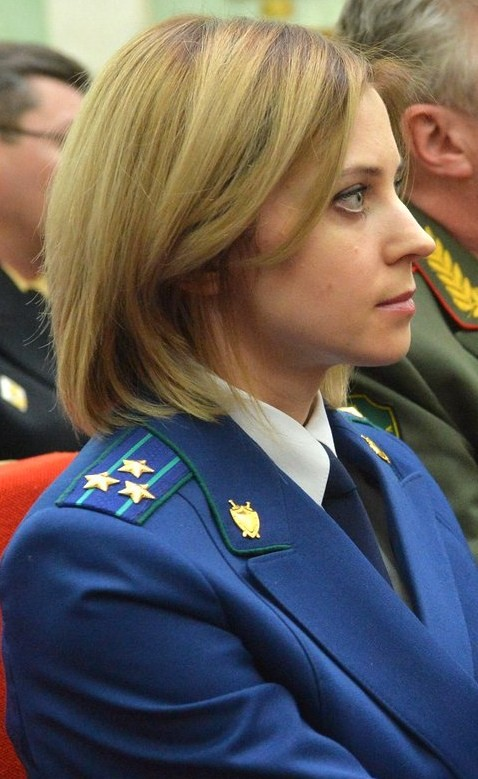
Прокурор Крыма Наталья Поклонская на коллегии Прокуратуры Российской Федерации. Март 2015 года

11 марта 2014 года Наталья Поклонская была назначена на должность прокурора Автономной Республики Крым. 25 марта 2014 года в связи с образованием прокуратур Республики Крым и города Севастополя в системе прокуратуры России приказом генерального прокурора России Юрия Чайки Поклонская была назначена исполняющей обязанности прокурора Республики Крым. 2 мая 2014 года Президент России Владимир Путин подписал указ о назначении Поклонской прокурором Республики Крым.

## Формирование мема

### Первая пресс-конференция
11 марта 2014 года Наталья Поклонская дала первую пресс-конференцию в качестве прокурора Автономной Республики Крым.
После первой пресс-конференции на Поклонскую обратили внимание в социальных сетях, в особенности — в Японии. Русскоязычные пользователи писали многочисленные посты о «шестикласснице в погонах», японцы рисовали Поклонскую в стиле аниме.
На пресс-конференции была заметна небольшая асимметрия лица Поклонской, которая усиливалась тем, что от некоторого зажима она говорила, стиснув челюсти. Позже, во многом из-за ошибочных сведений в Википедии, получила распространение версия, что в результате расследования дела ОПГ «Башмаки» на Поклонскую было совершено нападение, и после избиения в подъезде своего дома у неё была парализована часть лица. В интервью Дмитрию Гордону 2020 года Поклонская опровергла избиение и паралич части лица и сообщила, что она была не избита, а отравлена водой в гостинице. «Избиение» и «паралич части лица» внесли безусловный вклад в героизацию Поклонской, а эффект «стиснутых челюстей» на пресс-конференции был усилен в последующем клипе Nyash Myash Enjoykin’а.

### Японцы

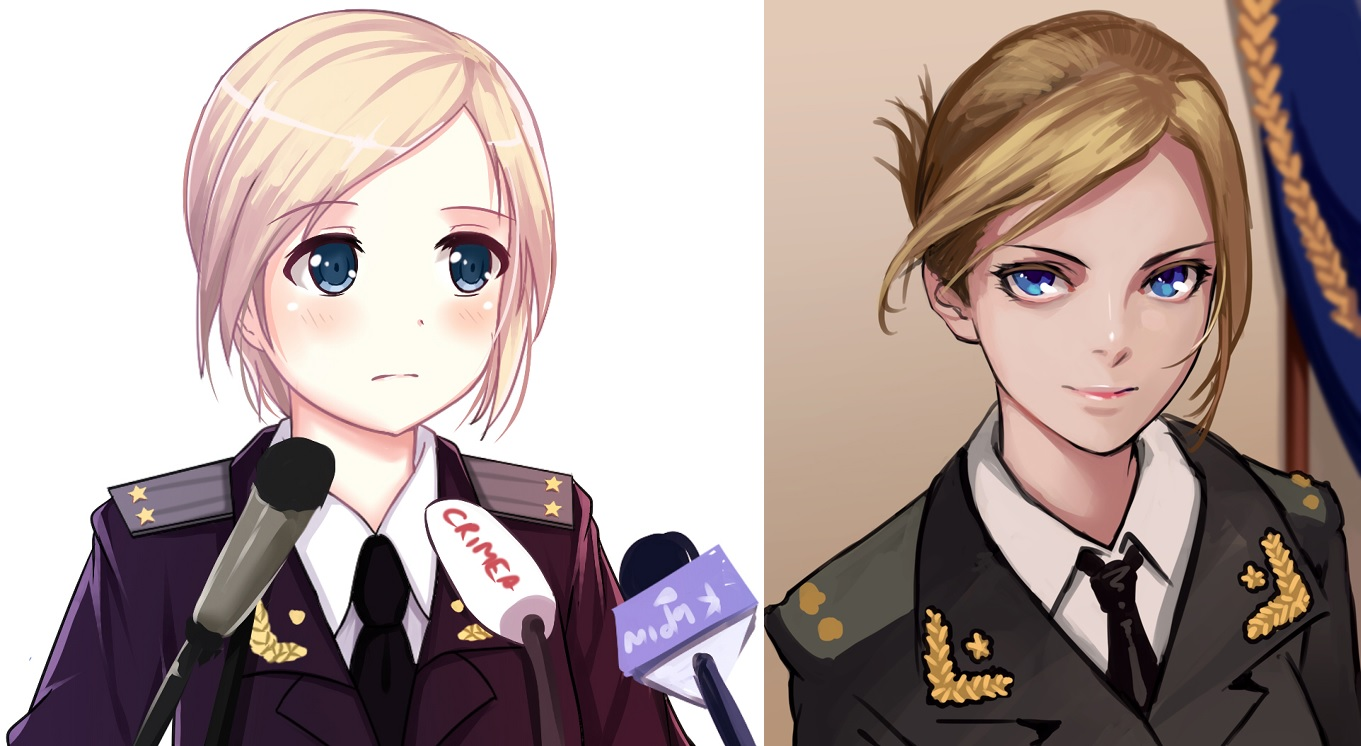
Итати Канадэ. Наталья Поклонская, моэ. 10 мая 2014 года

Японцы первыми отреагировали на пресс-конференцию Поклонской, найдя в ней сходство с персонажами аниме. Японское ня (звукоподражание мяуканью кошки, используемое для подчёркивания кавайности персонажа) было переиначено у русских поклонников аниме по отношению к Поклонской в няшу (ласковое прозвище для кого-то чрезвычайно милого и приятного, пришло в русский язык из жаргона поклонников аниме) и нашу няшу и быстро распространилось в социальных сетях и средствах массовой информации. Японцы не просто массово рисовали Поклонскую как персонажа аниме — она стала для них предметом фетишизации и влечения, моэ. Не носившая очков, Поклонская изображалась ими и как мэганэкко-моэ («девушка-в-очках моэ»).

### Песня «Ах, какая няша»
2 апреля 2014 года Слава Благов на своём официальном канале в YouTube разместил отзыв Сергея Доренко о песне «Ах, какая няша», сделанный журналистом накануне в эфире радиостанции «Русская служба новостей». Доренко назвал песню «отстойной», «поганой», «балладой для зеков, которым нечего делать и которые сидят где-то на завалинке позади бараков». Периодически намеренно фальшиво напевая под фонограмму фрагмент припева («Ах, какая няша прокурор Наташа»), Доренко заявил, что в песне три аккорда (Благов графически возразил, что в песне их семь: Em, Am, D, G, C, Dm, H7) — «если б было четыре, это уже тянуло бы практически на Баха. <…> Макаревич не такую же творческую импотентность из трёх аккордов поёт?! Чтоб не ругаться матом, скажу: это Макаревич в чистом виде!»

### КлипNyash Myash
— Как вы относитесь к тому, что вас называли Няш-мяш и почему вас так называли?
— Японцы меня любят. Ассоциируюсь у них с анимешками (глаза, определённые черты лица), поэтому они, наверно, увидели голос женский и решили пошутить по поводу няш-мяша. Вот пошутили удачно. Я в начале переживала очень, кстати.
— <…> Скажите, но вам понравилось это в конце концов?
— Ну, это известность. Я — женщина. Конечно, мне нравится внимание, положительное внимание мне нравится. Потому что отрицательного в прокуратуре — во как много. Вот. Ну, конечно, интересно!

## Отступления от образа
В феврале 2020 года Поклонская опубликовала в своём аккаунте в Фейсбуке новые фотографии фотосессии, которую она назвала «голливудской», и прокомментировала публикацию: «Привыкли меня видеть непослушным депутатом или злючим прокурором? Ну, я ведь крымская „няш-мяш“». На ней был костюм из твида в «гусиную лапку» с подвёрнутыми рукавами, и она улыбалась в камеру. Броский макияж, слегка накрученные волосы, отсутствие кителя либо строго делового костюма изменили традиционный «няш-мяш»-образ Поклонской почти неузнаваемо.
Это отметили и комментаторы поста Поклонской в Фейсбуке. Один посчитал, что «имидж прокурора-генерала с лицом шестиклассницы: устарел и поднадоел. Здесь: зрелая женщина, вызывающая не только интерес, но и заслуживающая уважение». Другой написал: «Фотошоп вам не к лицу, однозначно. Самое красивое лицо — это чистое лицо с добрым взглядом». Большинство согласилось, что из-за фотошопа Поклонскую сложно узнать на фотографиях, что она похожа на молодую Шерон Стоун; один из комментаторов назвал её «не наша няша». В последующих публичных проявлениях Поклонская вернулась к каноническому «няш-мяшу», позволяя себе помимо деловых костюмов лишь строгие платья.

## Мем в отрыве от Поклонской
В Рунете существует женский интернет-журнал «Няш-Мяш» (nyash-myash.ru), в котором Поклонская даже не упоминается. В сетевом сообществе «Пикабу» есть тег «Няш-Мяш», посты которого частично затрагивают и Наталью Поклонскую.